# Bjala tjerkva
Bjala tjerkva (bulgariska: Бяла черква) är ett distrikt i Bulgarien.   Det ligger i kommunen Obsjtina Pavlikeni och regionen Veliko Tărnovo, i den centrala delen av landet, 170 kilometer öster om huvudstaden Sofia.